# Bavaria (Kolumbien)

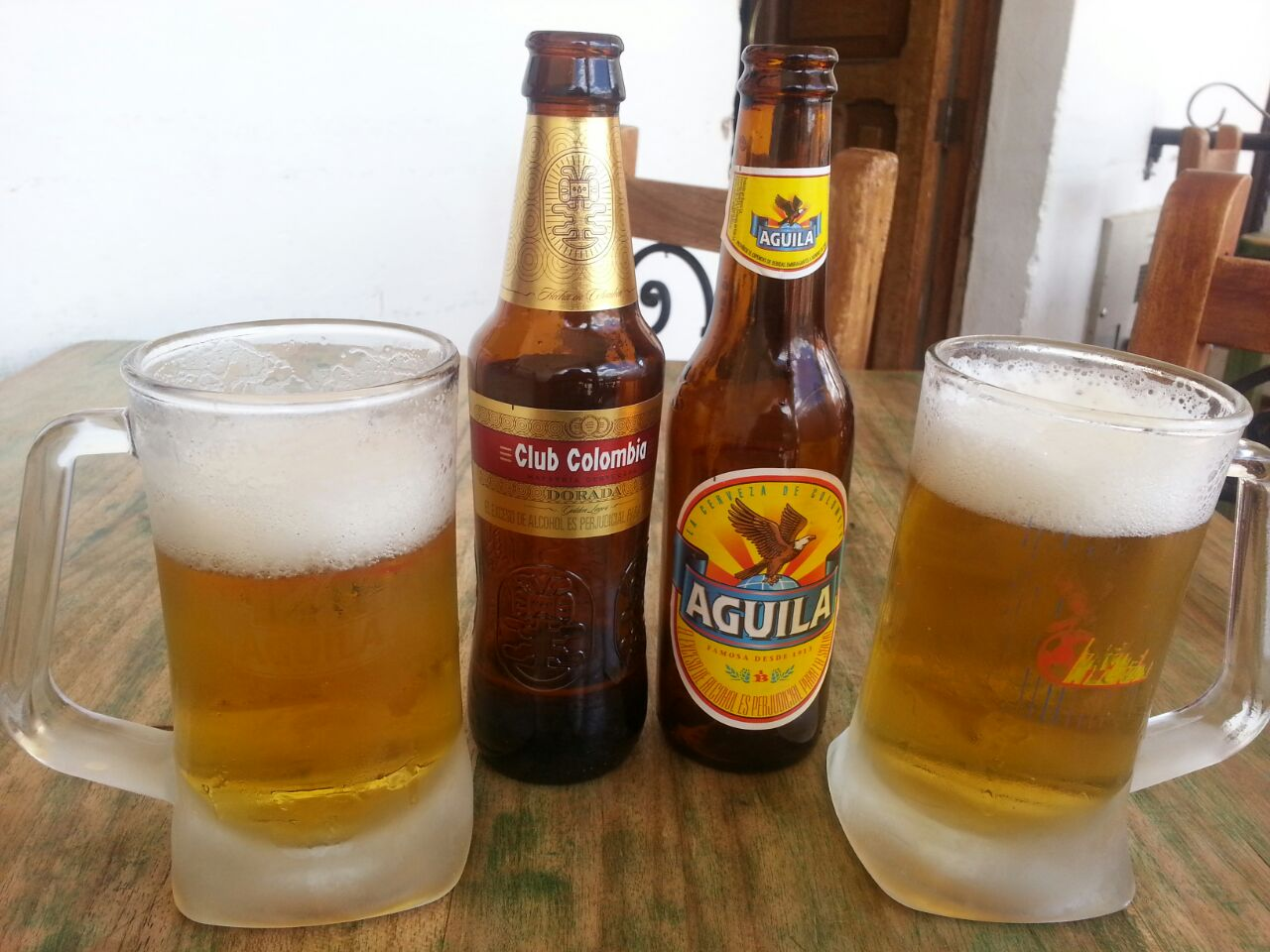
Kolumbianische Biere der Brauerei Bavaria S.A.

Bavaria S.A. ist eine kolumbianische Brauerei und frühere Biermarke mit Sitz in Bogotá. Das im Jahr 1889 gegründete Unternehmen ist heute mit einer Produktion von 331 Mio. Hektolitern (2016) der größte Bierhersteller Kolumbiens sowie der zweitgrößte Südamerikas. Bavaria S.A. gehört seit dem 28. Oktober 2005 zum Biergiganten SABMiller, einem Tochterunternehmen von Anheuser-Busch InBev. Das Unternehmen beschäftigt über 16.000 Mitarbeiter und hat Produktionsanlagen in allen größeren Städten Kolumbiens sowie in Ecuador, Peru und Panama.

## Geschichte
Der aus Offenbach am Main stammende deutsche Auswanderer Leo S. Kopp (in Kolumbien liebevoll „Don Leo“ genannt) gründete am 4. April 1889 im Alter von 31 Jahren unter dem Namen „Kopp's Deutsche Brauerei Bavaria“ seine Firma in der kolumbianischen Hauptstadt Bogotá, im Stadtteil San Diego, (heute im Stadtbezirk Santa Fe) zwischen Carrera 7 und Calle 28, gegenüber dem Museo Nacional de Colombia. Innerhalb weniger Jahre schaffte es Leo Kopp, die an Chicha (Maisschnaps) und Guarapo (gegorener Zuckerrohrsaft) gewöhnten Kolumbianer zum Biertrinken zu bekehren.
Kopps Bier war zunächst zu teuer für den ärmeren Bevölkerungsteil Kolumbiens. Erst zum 100-jährigen Jubiläum der Unabhängigkeit Kolumbiens im Jahr 1910 wurde ein günstigeres Bier gebraut, das allen Schichten zugänglich war. Bavaria stellt bis heute mit den Biersorten Póker, Águila und Club Colombia die beliebtesten Biermarken Kolumbiens her. Mit 98 % Marktanteil hat sie fast eine Monopolstellung auf dem kolumbianischen Markt inne.
Heute stehen auf dem Gelände der ehemaligen Kopp's Deutsche Brauerei Bavaria, Gebäude großer Wirtschaftsunternehmen. Aus den ersten Anfängen von Leo S. Kopp als deutscher Brauer wurde die große Cervecería Bavaria, die heute als Grupo Empresarial Bavaria fungiert, die einzige kolumbianische Firma, die das 19. Jahrhundert überlebte.

### Die ehemalige Kopp’sche Brauerei
Die jüngere Geschichte von Bavaria wurde jedoch von der reichsten Familie Kolumbiens, Santo Domingo, geschrieben. Durch die Enteignung der Familie Kopp, die aufgrund der Kriegserklärung Kolumbiens an das Deutsche Reich vonstattenging, kam Julio Mario Santo Domingo in Besitz von 75 % des Aktienpaketes der Kopp'schen Brauerei. Früh schon interessierte sich die Familie Santo Domingo für internationale Märkte. Die politischen Verhältnisse in Kolumbien waren jedoch unattraktiv für ausländische Investoren. So verlegte man sich zuerst auf den Aufkauf lateinamerikanischer Brauereien, um nach der Eroberung von Regionalmärkten weltweit im globalen Biermarkt mitzumischen. In kurzer Zeit beherrschte der Santo-Domingo-Clan damit ein Fast-Monopol von Brauereien in Peru, Ecuador, Panama, Costa Rica, Chile und Bolivien. Im Juli 2005 ging die Bavaria an die südafrikanisch-britische Gruppe SABMiller.
Der Verkaufspreis betrug 7,8 Milliarden US-Dollar, davon wurden der Familie Santo Domingo, mit Alejandro Santo Domingo an der Spitze, 15 Prozent in SABMiller-Aktien gezahlt. Nach der Philipp Morris Intl. besitzt sie heute das zweitgrößte Aktienpaket.

## Kerndaten
- 1889: Gründung der Brauerei Bavaria in Bogotá
- 1931: Bavaria und andere Brauereien werden Cervecería Unión S.A.
- 1967: Barranquilla-basierte Cervecería Águila S.A. wird mit Bavaria verschmolzen
- 1981: Bavaria wird Aktiengesellschaft und verkauft Anteile in Bogotá
- 1994: Bavaria produziert nichtalkoholische Getränke
- 2002: Bavaria braut Bier in Ecuador, Panama und Peru sowie Kolumbien
- 2005: Das Unternehmen wird an SABMiller plc für schätzungsweise 7,8 Milliarden US-Dollar verkauft

## Marken
Das Unternehmen verkauft seine Produkte unter den Markennamen Águila, Águila Light, Águila Zero, Club Colombia Dorada, Club Colombia Negra, Club Colombia Roja, Cola & Pola, Costeña, Costeñita, Cusqueña, Miller Lite, Miller Genuine Draft, Pilsen, Poker, Poker Ligera, Redd’s und Pony Malta (alkoholfrei). Bis zum Verkauf der Marken an Asahi Beer im Oktober 2016 wurden in Kolumbien auch Biere der Marken Grolsch und Peroni durch Bavaria verkauft.